# 5577 Priestley
5577 Priestley è un asteroide della fascia principale. Scoperto nel 1986, presenta un'orbita caratterizzata da un semiasse maggiore pari a 1,8444723 UA e da un'eccentricità di 0,0443856, inclinata di 22,27368° rispetto all'eclittica.